# Elizabeth von Arnim
Elizabeth von Arnim, de soltera Mary Annette Beauchamp (Sídney, Australia, 31 de agosto de 1866 - Estados Unidos, 9 de febrero de 1941) fue una escritora británica.
Elizabeth fue educada en Inglaterra. A los 24 años se casó con el barón von Arnim y tras adoptar su nombre, se trasladó a las posesiones que su marido tenía en Pomerania (Alemania).
Escribió más de una veintena de libros, la mayoría de ellos novelas. Fue muy admirada en su tiempo, y cobró actualidad en 1993, cuando Mike Newell llevó al cine su novela Un abril encantado. En 1935, Harry Beaumont había dirigido también una versión cinematográfica de esta novela.
Ya se había filmado una película basada en Mr. Skeffington (Vicent Sherman, 1944) con Bette Davis y Claude Rains.

## Obras
- Elizabeth and Her German Garden (1898)
- The Solitary Summer (1899)
- April Baby's Book of Tunes (1900)
- The Benefactress (1901)
- The Adventures of Elizabeth in Rugen (1904)
- Princess Priscilla's Fortnight (1905)
- Fräulein Schmidt and Mr Anstruther (1907) (novela epistolar)
- The Caravaners (1909)
- The Pastor's Wife (1914)
- Christine (1917) (escrita con el pseudónimo de Alice Cholmondeley)
- Christopher and Columbus (1919)
- In the Mountains (1920)
- Vera (1921)
- The Enchanted April (1922)
- Love (1925)
- Introduction to Sally (1926)
- Expiation (1929)
- Father (1931)
- The Jasmine Farm (1934)
- All the Dogs of My Life (autobiográfica) (1936)
- Mr. Skeffington (1940)

### Ediciones en español
- Vera. Trotalibros Editorial. 2021. ISBN 978-99920-76-08-8.

- Un abril encantado. Ediciones Alfaguara. 2000. ISBN 978-84-204-2786-7.

- Amor. Punto de Lectura. 2002. ISBN 978-84-663-0538-9.

- Elizabeth y su jardín alemán. Mondadori / Lumen. 1997 / 2008. ISBN 978-84-264-1640-7.

- Todos los perros de mi vida. Editorial Lumen. 2008. ISBN 978-84-264-1641-4.

- Vera. Ediciones del Bronce. 2001. ISBN 978-84-8453-071-8.

- El señor Skeffington. Lumen. 2009. ISBN 978-84-264-1698-8.
- Expiación. Trotalibros Editorial. 2023. ISBN 978-99920-76-49-1.

- Datos: Q76189
- Multimedia: Elizabeth von Arnim / Q76189